# Hasty Pudding Man and Woman of the Year
"Hasty Pudding Man and Woman of the Year" (Hasty Pudding Hombre y Mujer del Año) es un premio otorgado anualmente por la Sociedad de Teatro Hasty Pudding de la Universidad de Harvard, en Estados Unidos.
De 1951 a 1966 se concedió únicamente a mujeres, pero a partir de 1967 se entrega un reconocimiento a un hombre y a una mujer simiultáneamente. El criterio para la elección de los galardonados es que los miembros de la sociedad consideren que dichas personalidades hayan hecho una "duradera e impresionante contribución al mundo del espectáculo". 
Los galardonados son tradicionalmente invitados a Harvard Square para varios eventos en su honor antes de la noche de apertura del espectáculo Hasty Pudding. Estos incluyen un tour por el histórico Harvard Yard con entretenimiento por los Radcliffe Pitches y culminan con una cena y asado por los miembros de Hasty Pudding Theatricals.

## Lista de ganadores y ganadoras
De 1951 a 1966 solo se otorgó el premio a Mujer del Año. A partir de 1967 se entrega galardón a Hombre y Mujer del Año.
- 2020 – Ben Platt y Elizabeth Banks[4]
- 2019 – Milo Ventimiglia y Bryce Dallas Howard
- 2018 – Paul Rudd y Mila Kunis
- 2017 – Ryan Reynolds y Octavia Spencer
- 2016 – Joseph Gordon-Levitt y Kerry Washington
- 2015 – Chris Pratt y  Amy Poehler
- 2014 – Neil Patrick Harris y Helen Mirren
- 2013 – Kiefer Sutherland y Marion Cotillard
- 2012 – Jason Segel y Claire Danes
- 2011 – Jay Leno y Julianne Moore
- 2010 – Justin Timberlake y Anne Hathaway
- 2009 – James Franco y Renée Zellweger
- 2008 – Christopher Walken y Charlize Theron
- 2007 – Ben Stiller y Scarlett Johansson
- 2006 – Richard Gere y Halle Berry
- 2005 – Tim Robbins y Catherine Zeta-Jones
- 2004 – Robert Downey Jr. y Sandra Bullock
- 2003 – Martin Scorsese y Anjelica Huston
- 2002 – Bruce Willis y Sarah Jessica Parker
- 2001 – Anthony Hopkins y Drew Barrymore
- 2000 – Billy Crystal y Jamie Lee Curtis
- 1999 – Samuel L. Jackson y Goldie Hawn
- 1998 – Kevin Kline
- 1997 – Mel Gibson
- 1996 – Harrison Ford
- 1995 – Tom Hanks
- 1994 – Tom Cruise
- 1993 – Chevy Chase
- 1992 – Michael Douglas
- 1991 – Clint Eastwood
- 1990 – Kevin Costner
- 1989 – Robin Williams
- 1988 – Steve Martin
- 1987 – Mikhail Baryshnikov
- 1986 – Sylvester Stallone
- 1985 – Bill Murray
- 1984 – Sean Connery
- 1983 – Steven Spielberg
- 1982 – James Cagney
- 1981 – John Travolta
- 1980 – Alan Alda
- 1979 – Robert De Niro
- 1978 – Richard Dreyfuss
- 1977 – Johnny Carson
- 1976 – Robert Blake
- 1975 – Warren Beatty
- 1974 – Peter Falk
- 1973 – Jack Lemmon
- 1972 – Dustin Hoffman
- 1971 – James Stewart
- 1970 – Robert Redford
- 1969 – Bill Cosby
- 1968 – Paul Newman
- 1967 – Bob Hope